# Индонезия на Сурдлимпийских играх
Индонезия участвует в летних Сурдлимпийских играх с Игр 2009 года (не участвовали в Играх 2022 года), в зимних Сурдлимпийских играх на настоящий момент не участвовали ни разу.

## Медальный зачёт

### Медали летних Сурдлимпийских игр
| Год  | Золото | Серебро | Бронза | Всего |
| 2013 | 0      | 0       | 2      | 2     |
| 2017 | 0      | 1       | 1      | 2     |